# Rothaargebergte
Het Rothaargebergte (Duits: Rothaargebirge) vormt het hoogste gedeelte van het Sauerland in Duitsland. Het valt grotendeels in de deelstaat Noordrijn-Westfalen en heeft enkele uitlopers in de deelstaat Hessen. Het Hessische gedeelte van dit gebied, de gemeenten Willingen en Diemelsee, wordt ook wel Upland genoemd. Het gebied wordt ook wel "het dak van Sauerland" of "het land van duizend bergen en dalen" genoemd. De hoogste bergtoppen in het Rothaargebergte worden gevormd door de Langenberg (843,2 m) en de Kahler Asten (841,9 m).

## Biotoop
Op de Kahler Asten treft men bergheide aan, voornamelijk bestaande uit struikhei (Calluna vulgaris), blauwe bosbes (Vaccinium myrtillus) en rode bosbes (Vaccinium vitis-idaea). In de bergheide kunnen vogelsoorten als boompieper (Anthus trivialis) en graspieper (Anthus pratensis) worden aangetroffen. De bossen in het gebied bestaan grotendeels uit fijnsparren (Picea abies) en in mindere mate uit beuken (Fagus sylvatica). Overige bomen zijn vaak de gewone esdoorn (Acer pseudoplatanus) en Europese lariks (Larix decidua). Bijzondere vogelsoorten in de bergbossen zijn de ruigpootuil (Aegolius funereus), zwarte specht (Dryocopus martius) en grijskopspecht (Picus canus). Er ontspringt een aantal rivieren in het Rothaargebergte, waaronder de Ruhr, Eder, Lahn, Sieg en de Lenne. In deze bergrivieren zwemmen vissen als de beekforel (Salmo trutta fario).

## Wisent
Door de inzet van de landheer Richard zu Sayn-Wittgenstein-Berleburg werd op 11 april 2013 een kudde van acht wisenten 
(Bison bonasus) in het Rothaargebergte geherintroduceerd. Daarmee is het Rothaargebergte het eerste gebied in West-Europa waar vrijlevende wisenten weer gevonden kunnen worden, sinds hun volledige verdwijning in de middeleeuwen. In 2015 was het aantal wisenten tot zeventien exemplaren gegroeid. Het project werd in 2024 beëindigd.

## Wintersport
Het Rothaargebergte is grotendeels een natuurpark, maar delen ervan zijn een bekende wintersportbestemming. Zo zijn er bij de plaats Winterberg pistes om te skiën en te snowboarden en zijn er banen waar men kan rodelen en bobsleeën. Cabine- en sleepliften brengen mensen naar de top van de pistes. Ook is er een ijssporthal in Winterberg.

## Wandelroute
De bekendste wandelroute van het Rothaargebergte is de Rothaarsteig. De Rothaarsteig loopt van Brilon tot Dillenburg en is 154 km lang. De Rothaarsteig loopt grotendeels over bergpassen van 600 à 800 meter en loopt onder andere door de toeristische stad Winterberg.

## Galerij

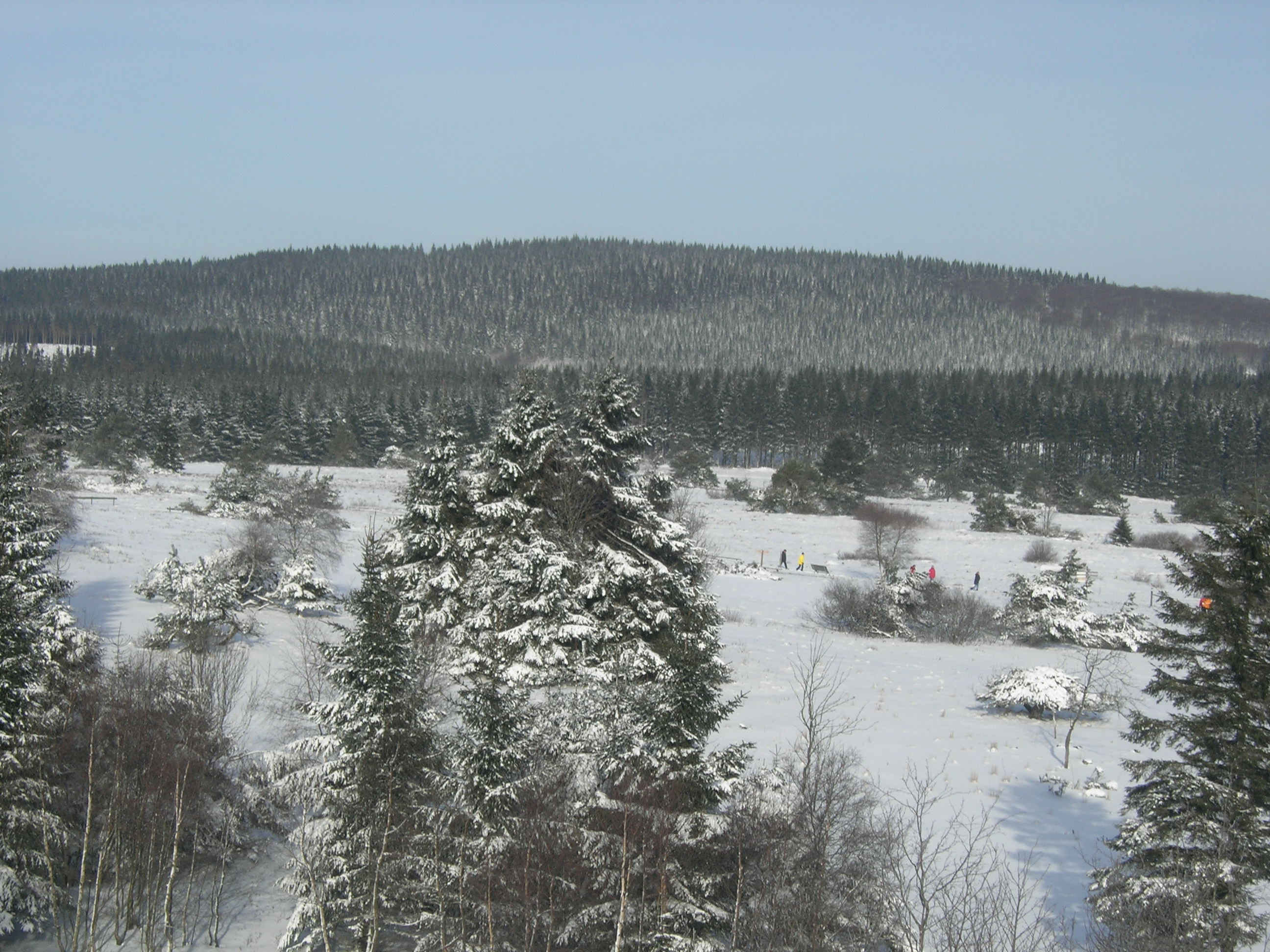
De Langenberg (843,2 m) in de winter.
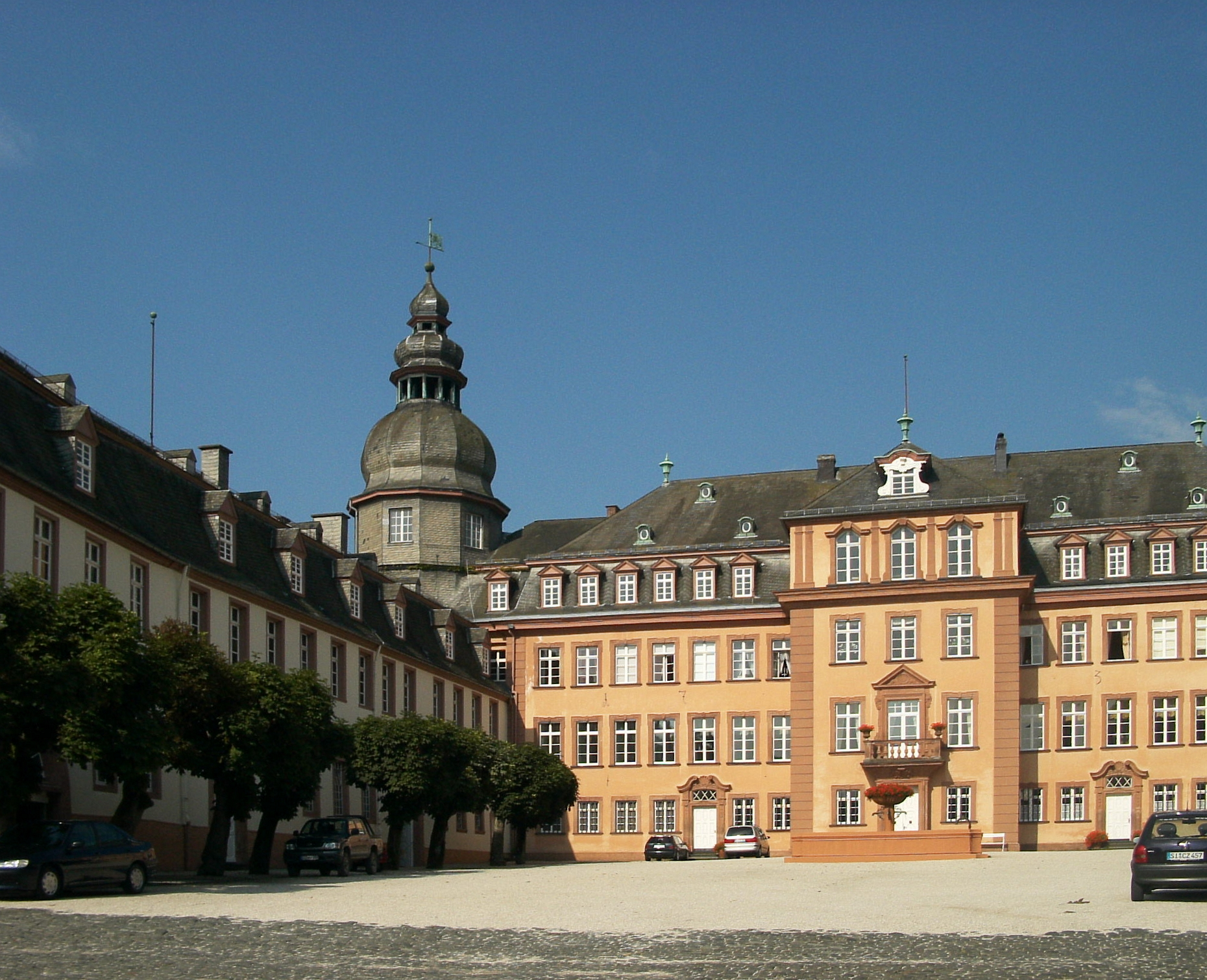
Het kasteel van Bad Berleburg.
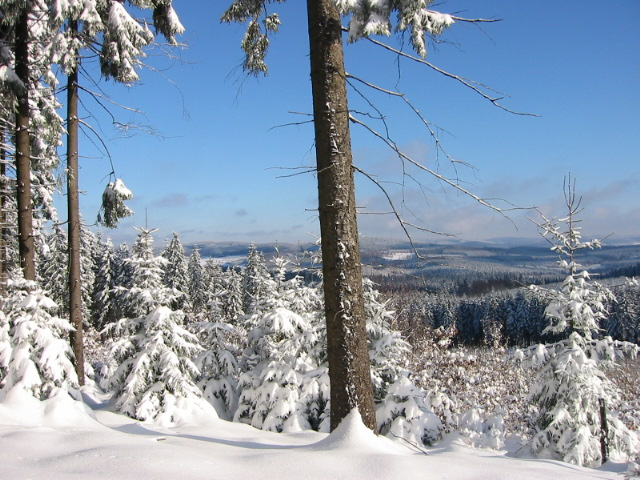
Hoher Wald.
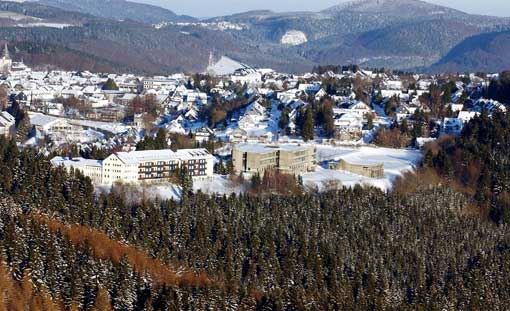
De kleine stad Winterberg is onderdeel van de wandelroute Rothaarsteig.
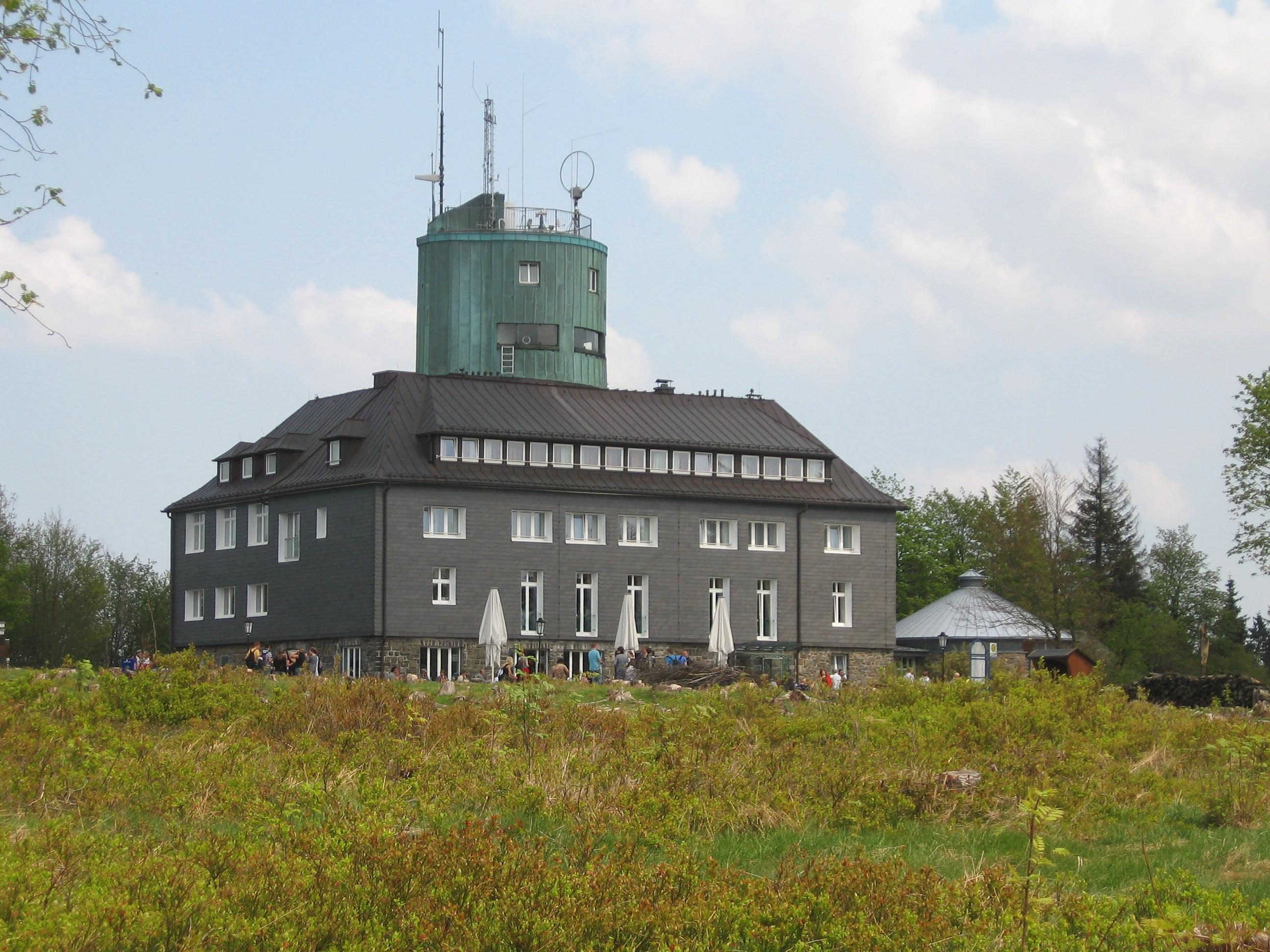
Toren op de Kahler Asten.
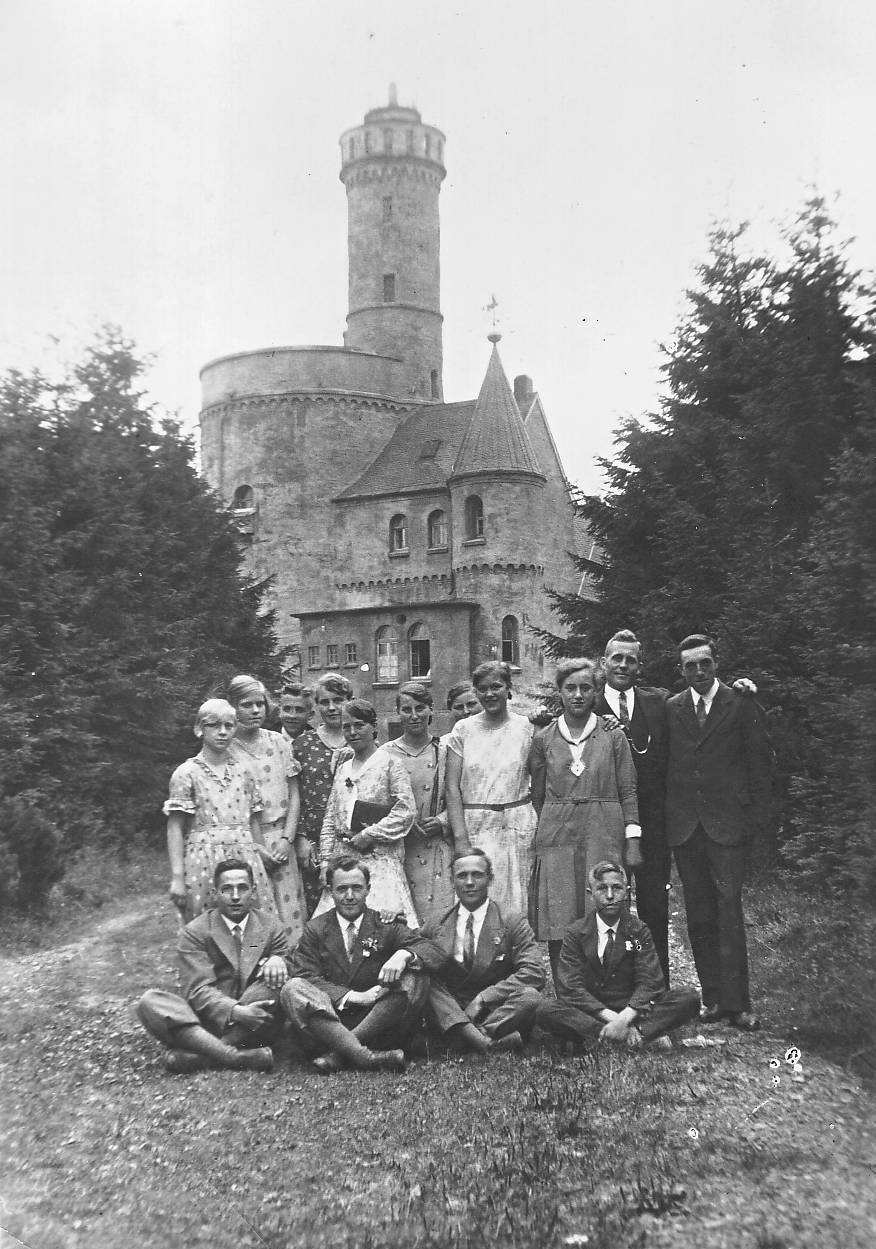
Toren op de Kahler Asten in 1932.
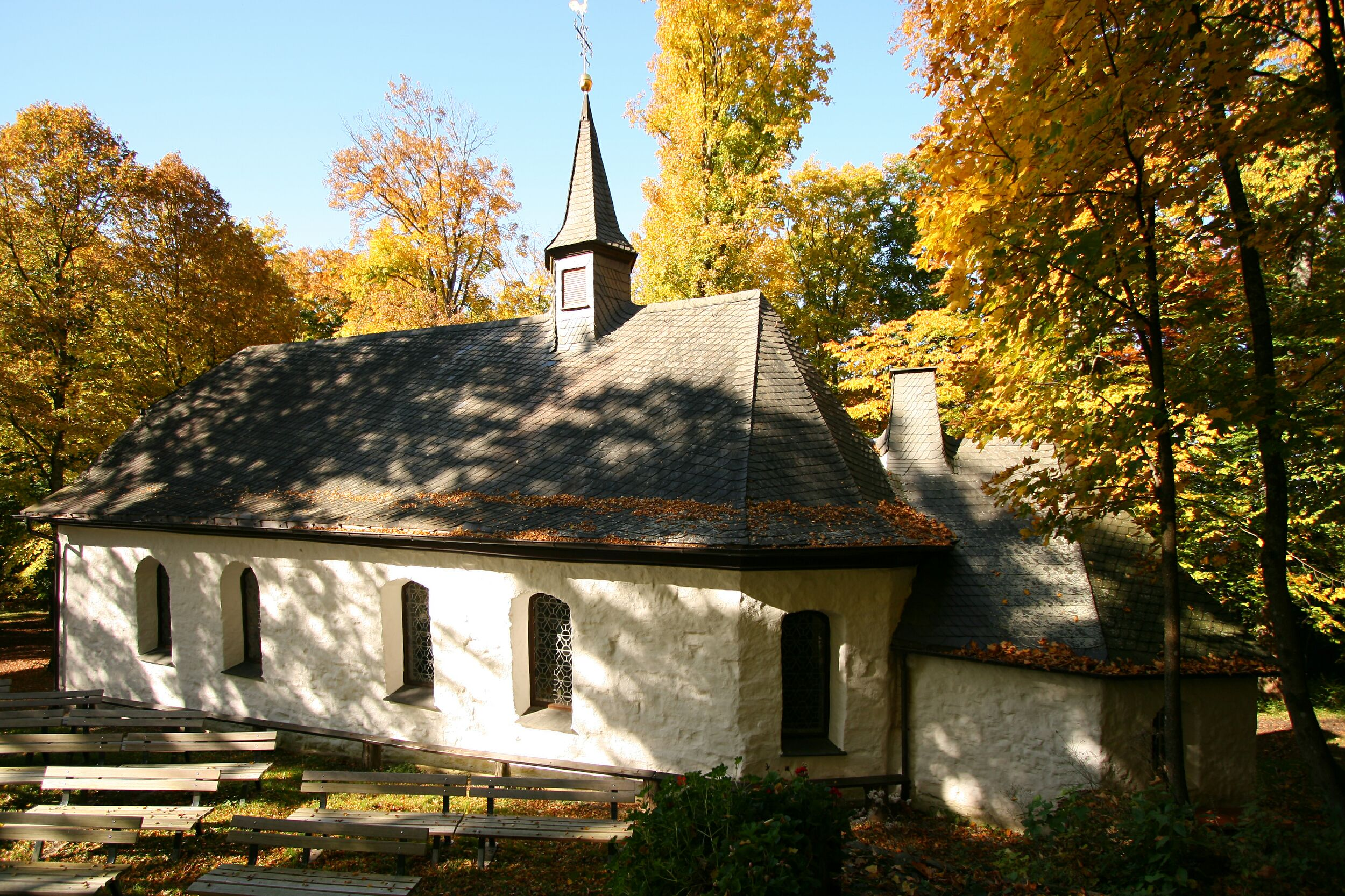
Kapel op de Wilzenberg.

Ardennen ·
Eifel ·
Heuvelland Zuid-Limburg ·
Hoge Venen ·
Hunsrück ·
Kellerwald ·
Lahntal ·
Mittelrheingebiet ·
Moseltal ·
Rothaargebergte ·
Süderbergland ·
Taunus ·
Westerwald